# パレスグランデール
パレスグランデールは、株式会社ジョインが運営する山形県山形市にある結婚式場。
結婚式の他、各種会議、宴会などでの利用も可能。

## 概要
1983年10月、「パレス平安」として開館。

## 挙式・式場
チャペルエルシオンで行われるキリスト教会式の「チャペルウェディング」、欧米の市庁舎などで執り行われる市民結婚式の要素を取り入れた「イオランテ シビルウエディング」、パレスグランデールの神殿、瑞祥殿で行う「神前挙式」の3つから選択することができる。パーティ会場は9つある。

## 沿革
- 1983年（昭和58年）10月 - 総合結婚式場として開館。
- 1998年（平成10年）3月 - 施設名を現在の「パレスグランデール」に改称。

## フロアガイド
| 4F | 4F                                                                             |
| --- | ------------------------------------------------------------------------------ |
| ジョリエ |                                                                                |
| 3F |                                                                                |
| 本館 | グランデール館                                                                 |
| シビル会場イオランテ、蔵王、千歳、月山、最上                                                                              | フォレスト、フォンティーヌ、カメリア、サフローラ、マグノリア                   |
| 2F |                                                                                |
| 本館 | グランデール館                                                                 |
| エアルアンティス（エアル＋アンティス）、エアル、アンティス、 ブリリアント、カーサデルソレ、カナホール、チャペルエルシオン | グランデール大ホール（グランデール＋アルカディア）、グランデール、アルカディア |
| 1F |                                                                                |
| 本館 | グランデール館                                                                 |
| - | シェイクサロン                                                                 |

その他、和風別館 松濤園がある。

## 付帯施設
レストラン　コンフェッティ
パレスグランデールの1階に併設されたレストラン。レストランは式場利用者に限らず一般客も利用可能である。
- 営業時間
  - ランチ：11:30 - L.O. 14:00
  - ティー：14:00 - L.O. 17:30
  - ディナー：17:30 - L.O. 20:00（予約制）
- 営業日：火曜日

## アクセス
- タクシー
  - JR山形駅より7分。
- バス
  - 山交バス鉄砲町バス停下車→徒歩2分。
- 車
  - 山形自動車道山形蔵王インターチェンジより10分。